# Медведєв Марк Олексійович
Марк Олексійович Медведєв (нар. 19 квітня 1998, Запоріжжя, Україна) — український футболіст, воротар.

## Спортивна кар'єра

### Юнацька
Вихованець футбольної школи «Металург» (Запоріжжя), де і розпочинав свої виступи у першості України (ДЮФЛ). Згодом перейшов в школу «Дніпра» (Дніпропетровськ). Загалом на дитячо-юнацькому рівні провів 43 матчі. Упродовж 2016 та 2017 року виступав в Українській Прем'єр-лізі за юнацькі команди «Зоря» (Луганськ) та «Зірка» (Кропивницький), де провів 21 офіційну гру.

### Клубна
У сезоні 2017/18 був заявлений прем'єр-ліговим клубом «Зірка» (Кропивницький) на матчі чемпіонату України серед команд Прем'єр-ліги, де тричі потрапляв до основної заявки, проте в усіх випадках залишався у запасі. Натомість активно грав за команду дублерів у молодіжній першості (19 матчів). Після вильоту команди до нижчого дивізіону, зміг завоювати довіру тренера та потрапляти до стартового складу на матчі першої української ліги. Дебютував у першій лізі 22 липня 2018 року в матчі проти луцької «Волині». Всього за «кропивницький» клуб виступав до завершення 2018 року та записав до свого активу 7 офіційних матчів.
У квітні 2019 року підписав контракт з чернівецьким футбольним клубом «Буковина», за який дебютував 6 квітня того ж року в матчі чемпіонату другої ліги України проти ФК «Минай». Після дебютного матчу проти одного із лідерів друголігової першості, в якому Марк відстояв «на нуль», він зміг це зробити і в другому поспіль матчі, в якому його команда теж протистояла проти лідера групи (житомирського «Полісся») за що був визнаний кращим гравцем матчу за версією Sportarena.com. За «Буковину» виступав до зимового міжсезоння сезону 2019/20 та провів 28 офіційних матчів в усіх турнірах.
У лютому 2020 року підписав контракт з житомирським футбольним клубом «Полісся». За підсумками достроково завершеного сезону 2019/20 разом із командою підвищився у класі, проте наступного сезону ні в першій лізі, ні в кубку України за житомирську команду так і не дебютував (21 раз був у заявці). Згодом вирушив до рідного міста, де виступав за аматорську команду «Мотор» (Запоріжжя). У березні 2023 року повернувся в чернівецьку «Буковину». В літнє міжсезоння того ж року у зв’язку з сімейними обставинами тимчасово призупинив футбольну кар’єру.

#### Цікаві факти
- Включений у збірну 19-го туру Другої ліги України 2018/19 за версією Sportarena.com — позиція воротар[7].
- Включений у збірну 8-го туру другого етапу Першої ліги України 2022/23 за версією FootBoom.com – позиція воротар[8].

### Збірна
У середині квітня 2019 року разом зі своїми партнерами по команді Андрієм Понєдєльніком та Едуардом Матвєєнком отримав виклик у національну студентську збірну України, за яку дебютував 15-го числа того ж місяця в товариському матчі. Цим поєдинком, підопічні Анатолія Бузника розпочинали підготовку до літньої Всесвітньої Універсіади в Неаполі (Італія).

## Статистика
Станом на 1 серпня 2023 року
| Клуб                  | Матчі     | Матчі | Матчі  | Матчі     | Пропущено м'ячів | В ср. за матч |
| Клуб                  | Чемпіонат | Кубок | Всього | «На нуль» | Пропущено м'ячів | В ср. за матч |
| --------------------- | --------- | ----- | ------ | --------- | ---------------- | ------------- |
| Зірка (Кропивницький) | 7         | 0     | 7      | —         | 17               | 2,4           |
| Буковина (Чернівці)   | 29        | 3     | 32     | 8         | 47               | 1,5           |